# فینال جام قهرمانان کونکاکاف ۲۰۲۴
فینال جام قهرمانان کونکاکاف ۲۰۲۴، مسابقه پایانی جام قهرمانان کونکاکاف ۲۰۲۴، پنجاه و نهمین دوره مسابقات فوتبال باشگاهی آمریکای شمالی، آمریکای مرکزی و کارائیب بود که توسط کونکاکاف برگزار شد. این مسابقه در ۱ ژوئن ۲۰۲۴ در ورزشگاه ایدالگو در پاچوکا، مکزیک برگزار شد.
فینال به صورت تک‌بازی بین پاچوکا از لیگا ام‌اکس و کلمبوس کرو از لیگ برتر فوتبال برگزار شد. پاچوکا به دلیل سابقه بهتر خود در مراحل اولیه این رقابت‌ها، میزبان این مسابقه بود. در ابتدا قرار بود فینال در تاریخ ۲ ژوئن ۲۰۲۴ برگزار شود. با این حال، کونکاکاف اعلام کرد که اگر یک تیم مکزیکی میزبان فینال باشد، به دلیل انتخابات سراسری مکزیک ۲۰۲۴ که در آن روز برگزار می‌شود، تاریخ تغییر خواهد کرد. پس از مشخص شدن میزبان بودن پاچوکا، تاریخ یک روز به جلو و به ۱ ژوئن تغییر یافت.

## پیش زمینه

### فینال‌های قبلی
| تیم        | حضور قبلی (پررنگ نشانه قهرمانی است) |
| ---------- | ----------------------------------- |
| پاچوکا     | ۵ (۲۰۰۲, ۲۰۰۷, ۲۰۰۸, ۲۰۱۰, ۲۰۱۷)    |
| کلمبوس کرو | ۰                                   |

## مکان
این پنجمین فینال جام قهرمانان کونکاکاف بود که در ورزشگاه ایدالگو در پاچوکا، مکزیک برگزار می‌شد. پیش از این در سال‌های ۲۰۰۷، ۲۰۰۸، ۲۰۱۰ و ۲۰۱۷ نیز این بازی برگزار شده بود. این ورزشگاه به دلیل ارتفاع زیادش که حدود ۸۰۰۰ فوت بالاتر از سطح دریا قرار دارد، قابل توجه است.

### انتخاب میزبان
در فینال (برنده ن‌ن۱ در مقابل برنده ن‌ن۲)، فینالیستی که در مراحل قبلی (به استثنای مرحله اول) عملکرد بهتری داشت، یعنی پاچوکا، میزبان مسابقه بود.

#### رده‌بندی
| رتبه | تیم        | بازی | برد | مساوی | باخت | گل زده | گل خورده | گل تفاضل | امتیاز | فینال  |
| ---- | ---------- | ---- | --- | ----- | ---- | ------ | -------- | -------- | ------ | ------ |
| ۱    | پاچوکا     | ۶    | ۴   | ۲     | ۰    | ۱۶     | ۳        | ۱۳+      | ۱۴     | میزبان |
| ۲    | کلمبوس کرو | ۶    | ۳   | ۳     | ۰    | ۹      | ۵        | ۴+       | ۱۲     |        |

با توجه به انتخابات سراسری مکزیک ۲۰۲۴ که در آن روز برگزار می‌شد، کونکاکاف اعلام کرد که اگر یک تیم مکزیکی میزبان فینال باشد، کونکاکاف مسابقه و/یا محل برگزاری آن را به تاریخ دیگری منتقل خواهد کرد.

## مسیر تا فینال
نکته: در تمام نتایج زیر، امتیاز فینالیست ابتدا داده می‌شود (H: میزبان؛ A: مهمان).
| پاچوکا           | پاچوکا  | پاچوکا   | پاچوکا     | مرحله         | کلمبوس کرو     | کلمبوس کرو  | کلمبوس کرو | کلمبوس کرو |
| ---------------- | ------- | -------- | ---------- | ------------- | -------------- | ----------- | ---------- | ---------- |
| حریف             | مجموع   | بازی رفت | بازی برگشت |               | حریف           | مجموع       | بازی رفت   | بازی برگشت |
| استراحت          | استراحت | استراحت  | استراحت    | مرحله اول     | استراحت        | استراحت     | استراحت    | استراحت    |
| فیلادلفیا یونیون | ۶–۰     | ۰–۰ (A)  | ۶–۰ (H)    | یک‌هشتم نهایی  | هیوستون دینامو | ۲–۱         | ۱–0 (A)    | ۱–۱ (H)    |
| هردیانو          | ۷–۱     | ۵–۰ (A)  | ۲–۱ (H)    | یک‌چهارم نهایی | اونال          | ۲–۲ (۴–۳ پ) | ۱–۱ (H)    | ۱–۱ (A)    |
| آمریکا           | ۳–۲     | ۱–۱ (A)  | ۲–۱ (H)    | نیمه نهایی    | مونتری         | ۵–۲         | ۲–۱ (H)    | ۳–۱ (A)    |

## فرمت
در حالی که بقیه مسابقات به صورت رفت و برگشت برگزار شد، فینال به صورت تک‌بازی برگزار شد که برنده آن به عنوان قهرمان معرفی می‌شد. تیم «میزبان» این مسابقه، تیمی بود که در مرحله یک‌هشتم نهایی و پس از آن عملکرد بهتری داشت.

## مسابقه

### جزئیات
| پاچوکا                            | ۳–۰   | کلمبوس کرو |
| --------------------------------- | ----- | ---------- |
| - روندون ۱۲'، ۶۷' - ا. رودیگز ۳۲' | گزارش |            |

|  | قوانین بازی - ۹۰ دقیقه وقت قانونی - ۳۰ دقیقه وقت اضافه در صورت لزوم - ضربات پنالتی اگر نتیجه همچنان مساوی است - دوازده بازیکن نیمکت‌نشین - حداکثر پنج تعویض، به همراه تعویض ششم در وقت اضافه |

## بعد از مسابقه
پس از مسابقه، ویلفرد نانسی، سرمربی کلمبوس، گزارش داد که اعضای تیم و کادر مربیگری قبل از مسابقه در پاچوکا به بیماری معده - که گمان می‌رود مسمومیت غذایی باشد - مبتلا شده‌اند. چند روز بعد، تیم بزباتچنکو، رئیس و مدیر کل کلمبوس، اظهار داشت که این تیم ممکن است قربانی «دزدی» شده باشد.
پاچوکا در ماه دسامبر در جام بین قاره‌ای فیفا ۲۰۲۴ حاضر شد و اولین بازی خود را با نتیجه ۳–۰ مقابل بوتافوگو برد. این تیم در مرحله بعدی پس از ضربات پنالتی، الاهلی را شکست داد. در فینال، پاچوکا با نتیجه ۳–۰ مغلوب رئال مادرید شد.
پاچوکا همچنین به دلیل عملکردش در جام قهرمانان، به جام جهانی باشگاه‌ها ۲۰۲۵ راه یافت. در ۲۱ مارس ۲۰۲۵، فیفا اعلام کرد که باشگاه لئون، که به دلیل قهرمانی در لیگ قهرمانان به طور مشابه به این مسابقات راه یافته بود، از این رقابت‌ها کنار گذاشته شد، زیرا هر دو باشگاه متعلق به گروه پاچوکا بودند.